# Sigmund von Gemmingen

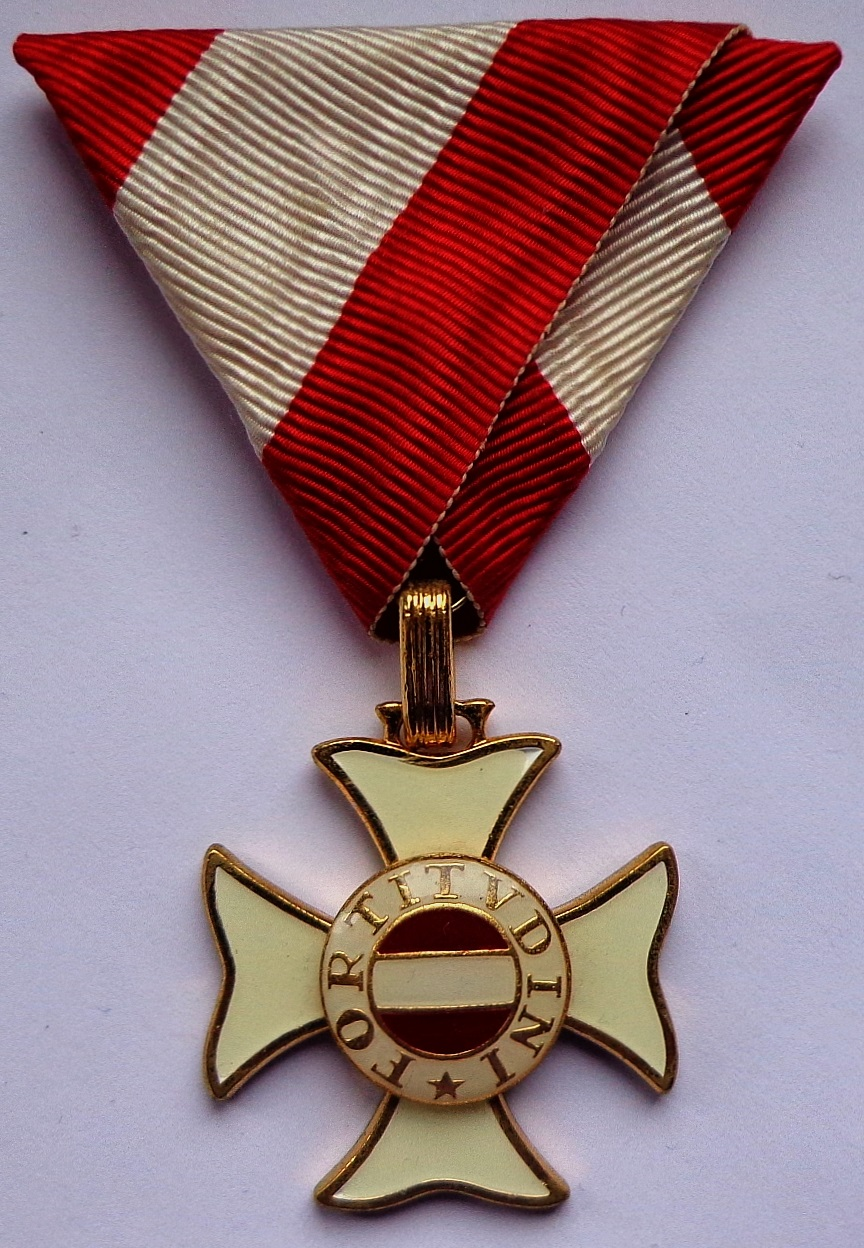
Ritterkreuz des Militär-Maria-Theresien-Ordens

Sigmund von Gemmingen (* 26. März 1724 in Freiburg im Breisgau; † 17. Dezember 1806 in Raab, Ungarn) war österreichischer Feldzeugmeister und Ritter des Maria-Theresia-Ordens.

## Leben
Er war der Sohn des österreichischen Offiziers und späteren Kommandanten von Luxemburg,  Eberhard von Gemmingen-Hornberg zu Treschklingen (1688–1767), und der Anna Clara von Zyllnhart (1685–1768). 1739 trat er als Freiwilliger in das 28. Infanterieregiment ein, bei dem sein Vater Obrist war. 1741 war er Fähnrich, 1742 Hauptmann, 1743 Major. Er nahm an den Schlachten von Dettlingen, Raucour und Lawfeld und an der Belagerung von Maastricht 1748 teil. 1754 war er Oberstleutnant. Im Siebenjährigen Krieg nahm er an Kämpfen bei Collin und Breslau teil, wobei er in Breslau verwundet wurde und dort in Gefangenschaft geriet. 1760 erhielt er den Maria-Theresia-Orden. Später kämpfte er bei Pretschendorf und Torgau, 1762 bei Freiberg. 1771 wurde er Generalmajor, 1773 Feldmarschallleutnant und 1778 Inhaber des Infanterieregiments No. 21. 1788 wurde er zum Feldzeugmeister ernannt und erhielt bei Ausbruch des Türkenkriegs das Kommando über das Reservecorps bei Semlin. 1790 trat er in den Ruhestand, im selben Jahr erteilte ihm der Ungarische Reichstag das große Indigenat.
Sigmund von Gemmingen besaß Burg Hornberg, Treschklingen, Adersbach, Hoffenheim, Schmidthausen und weitere Güter. Er verlebte seinen Ruhestand dennoch in Ungarn, wo er seinen Neffen Eberhard Georg von Gemmingen bei seinen Bemühungen um die Verbesserung der Landwirtschaft unterstützte. Ab etwa 1792 erblindete er, konnte jedoch 1802 durch eine Operation in Wien das Augenlicht wieder erlangen. Er starb 1806 in Raab, wo er auch begraben liegt.

## Familie
Er war in erster Ehe ab 1750 mit Eberhardine Johanna von Gemmingen-Gemmingen (1731–1755) verheiratet. Der Verbindung entstammten ein Sohn und zwei Töchter. Die erste Gattin wurde auf dem Exerzierplatz der Zitadelle von Antwerpen beerdigt. 1763 ging er in Wien eine zweite Ehe mit der katholischen Gräfin Franziska Xaviera von Althann (1733–1811) ein und konvertierte im Folgejahr selbst zum katholischen Glauben. Seine zweite Gattin, die weitere neun Kinder gebar, von denen fünf den Vater überlebten, ruht neben ihm in Raab.
Nachkommen: 
- Eberhard (1752–1796), gefallen als kaiserlicher Hauptmann in Kehl
- Clara Ludovika (1753–1814) ⚭ Otto Heinrich I. von Gemmingen-Hornberg (1727–1790)
- Maria Benedikta (1755–1840) ⚭ Reinhard Dietrich von Berlichingen zu Merchingen
- Maria Anna (1765–1813) ⚭ Johann Graf von Batthany zu Csakany
- Theresia (1771–1808) ⚭ Baron La More
- Franziska (1773–1814) ⚭ Ludwig von Sternegg
- Antonie (1775–1826), blieb ledig
- Sigmund Johann Nepomuk (1777–1843) ⚭ Charlotte von Gemmingen-Hornberg (1785–1842), erbt 1806 Rappenau